# Hoplitis peralba
Hoplitis peralba är en biart som beskrevs av Van der Zanden 1992. Hoplitis peralba ingår i släktet gnagbin, och familjen buksamlarbin. Inga underarter finns listade i Catalogue of Life.